# Gunnar Johansson (immunologiste)
Pour les articles homonymes, voir Gunnar Johansson et Johansson.
Stig Gunnar Olof Johansson, souvent abrégé professionnellement S. G. O. Johansson, est un immunologiste suédois né en 1938 à Mora.

## Biographie
Johansson obtient un doctorat en 1968,. Plus tard, en 1968, il termine ses études de médecine et obtient son diplôme de médecin,. En 1969, il devient docteur en immunologie. En 1980, Johansson devient professeur d'immunologie clinique à l'Institut Karolinska.
On lui attribue, avec l'équipe de Teruko Ishizaka et Hans Bennich (sv), la découverte de l'immunoglobuline E (IgE), un type d'anticorps ou d'immunoglobuline qui assure la médiation de l'immunité contre les parasites et joue également un rôle essentiel dans l'hypersensibilité de type I et les maladies allergiques. Leur article commun est publié en avril 1969.